# Трейсітон (Вашингтон)
Трейсітон (англ. Tracyton) — переписна місцевість (CDP) в США, в окрузі Кітсеп штату Вашингтон. Населення — 5967 осіб (2020).

## Географія
Трейсітон розташований за координатами 47°36′34″ пн. ш. 122°39′11″ зх. д. / 47.60944° пн. ш. 122.65306° зх. д. (47.609576, -122.653182).  За даними Бюро перепису населення США в 2010 році переписна місцевість мала площу 7,21 км², з яких 4,96 км² — суходіл та 2,25 км² — водойми.

## Демографія
Згідно з переписом 2010 року, у переписній місцевості мешкали 5233 особи в 2000 домогосподарствах у складі 1419 родин. Густота населення становила 726 осіб/км².  Було 2112 помешкання (293/км²).
Расовий склад населення:
| - 71,6 % — білих - 12,9 % — азіатів - 3,7 % — чорних або афроамериканців - 2,2 % — вихідців з тихоокеанських островів - 0,6 % — корінних американців - 1,9 % — осіб інших рас |

До двох чи більше рас належало 7,1 %. Частка іспаномовних становила 6,1 % від усіх жителів.
За віковим діапазоном населення розподілялося таким чином: 23,9 % — особи молодші 18 років, 62,2 % — особи у віці 18—64 років, 13,9 % — особи у віці 65 років та старші. Медіана віку мешканця становила 37,4 року. На 100 осіб жіночої статі у переписній місцевості припадало 98,5 чоловіків;  на 100 жінок у віці від 18 років та старших — 94,1 чоловіків також старших 18 років.
Середній дохід на одне домашнє господарство  становив 67 334 долари США (медіана — 65 149), а середній дохід на одну сім'ю — 74 113 долари (медіана — 75 205). Медіана доходів становила 58 625 доларів для чоловіків та 31 902 долари для жінок. За межею бідності перебувало 11,9 % осіб, у тому числі 15,9 % дітей у віці до 18 років та 7,7 % осіб у віці 65 років та старших.
Цивільне працевлаштоване населення становило 2672 особи. Основні галузі зайнятості: освіта, охорона здоров'я та соціальна допомога — 22,2 %, роздрібна торгівля — 19,6 %, публічна адміністрація — 17,4 %.